# Diocese de Manchester
A Diocese de Manchester (em latim: Dioecesis Mancuniensis, em inglês:  Diocese of Manchester) é uma diocese da Igreja da Inglaterra na Província de Iorque, Inglaterra. Com sé na cidade de Manchester, a diocese cobre grande parte do condado de Grande Manchester e pequenas áreas dos condados de Lancashire e Cheshire.